# 10350 Spallanzani
A 10350 Spallanzani (ideiglenes jelöléssel 1992 OG2) a Naprendszer kisbolygóövében található aszteroida. Eric Walter Elst fedezte fel 1992. július 26-án.